# رود دربا
رود دربا (انگلیسی: Derba) یک رودخانه در یاقوتستان کشور روسیه است.